# Giovanni Battista Grimani
Giovanni Battista Grimani (né à Venise au XVIIe siècle ; mort au XVIIe siècle) était un militaire de la république de Venise.
En 1646, il bloqua le port de Nauplie avec un navire vénitien pour empêcher la flotte ottomane d'en sortir. Il était amiral vénitien durant la guerre de Candie.

## Source de traduction
- (it) Cet article est partiellement ou en totalité issu de l’article de Wikipédia en italien intitulé « Giovanni Battista Grimani » (voir la liste des auteurs).